# Ludwig Landshoff
Ludwig Landshoff (* 3. Juni 1874 in Stettin; † 20. September 1941 in New York City) war deutscher Komponist, Musikwissenschaftler und Dirigent.

## Leben und Wirken
Seine musikalische Ausbildung erhielt er als Schüler von Ludwig Thuille und Max Reger in München sowie bei Heinrich Urban in Berlin. 1900 wurde er in München bei Adolf Sandberger mit seiner Arbeit über den württembergischen Liederkomponisten Johann Rudolph Zumsteeg promoviert (1902). Es folgte eine berufliche Laufbahn als Operndirigent an den Stadttheatern in Aachen, Kiel, Breslau, Würzburg und Hamburg und er leitete von 1918 bis 1928 den Münchner Bach-Verein. Seit 1929 war er in Berlin ansässig, wo er zeitweise als Dirigent beim Rundfunk arbeitete und musikwissenschaftliche Vorlesungen an der Lessing-Hochschule hielt. 1933 emigrierte er nach Frankreich und lebte später in Florenz, Paris und New York.
Er gab viel praktische Ausgaben von J. S. Bachs Werken und anderer alter Meister heraus und ist heute insbesondere durch seine noch vor dem Ersten Weltkrieg mit dem Erscheinen begonnene Sammlung Alte Meister des Bel canto, eine Sammlung von „Arien aus Opern u. Kantaten, v. Kanzonen, Kanzonetten, Opern- u. Kammerduetten“ im Gedächtnis.
Anders als bei Ezra Pound beispielsweise wurde ihm der Zugang zu Dresdner Vivaldi-Handschriften der Sächsischen Landesbibliothek bei einer Rückkehr nach Deutschland zu Forschungszwecken verwehrt, da er Jude sei.
Landshoff war ein Cousin des Schriftstellers Franz Hessel, der gleichzeitig mit ihm in München studierte und lebte. In Hessels Roman Der Kramladen des Glücks (1913) ist er Vorbild für die Figur des Rudolf Behrendt, des älteren Bruders des Protagonisten Gustav Behrendt. Hessel wirkte auch zusammen mit Karl Wolfskehl und Landshoff bei der Übersetzung von Texten Joseph Haydns in von Landshoff herausgegebenen Werken. Außerdem war er über seine ältere Schwester Hedwig (1871–1952) der Schwager des Verlegers Samuel Fischer.

## Publikationen (Auswahl)
- Alte Meister des Bel Canto: eine Sammlung von Arien aus Opern und Kantaten, von Kanzonen, Kanzonetten, Opern- und Kammerduetten. Für den praktischen Gebrauch m. hrsg. von Ludwig Landshoff. 5 Bände. [1912-27].
- Englische Canzonetten von Joseph Haydn. 1923.
- Johann Sebastian Bach: Die 15 zweistimmigen Inventionen und die 15 dreistimmigen Sinfonien. Urtext-Ausgabe. Revisionsbericht von Ludwig Landshoff. Verlag C. F. Peters. Leipzig 1933, 104 S.
- Ueber das vielstimmige Accompagnement und andere Fragen des Generalbasspiels. 1919.
- Kammerduette des 17. Jahrhunderts. 1927.
- Joseph Haydn: Kanzonetten und Lieder. Für eine Singstimme mit Klavier. 12 englische Kanzonetten und 2 Lieder mit deutscher Übersetzung von Karl Wolfskehl und Franz Hessel. 21 deutsche Lieder. Neue Ausgabe für den praktischen Gebrauch von Ludwig Landshoff. Peters, Frankfurt am Main 1931.
- Joseph Haydn: Nelson-Arie. Gesang von der Schlacht am Nil. Lines from the Battle of the Nile. Klavierausgabe. Englischer Text von Mrs. Knight. Deutsch von Franz Hessel und Ludwig Landshoff. Herausgegeben und instrumentiert von Ludwig Landshoff. Peters, Frankfurt am Main 1931.